# 튀르키예의 강 목록

강이 있는 튀르키예 (및 인접 지역) 지도

튀르키예의 강은 흐르는 방향에 따라 여러 그룹으로 나눌 수 있다.

## 흑해로 흐르는 강

### 유럽
- 무틀루데레 (레조보강으로도 알려짐)는 튀르키예에서 불가리아로 흐른다. 112 km
- 벨레카는 불가리아를 거쳐 흑해로 흐른다. 147 km (튀르키예 내 25 km)

### 아나톨리아
- 키질이르마크강 '붉은 강'은 튀르키예에서 가장 긴 강으로, 할리스강으로도 알려져 있다. 1,350 km
  - 델리제강 - 지류
  - 데브레즈강 - 지류
  - 굑강 - 지류 (굑이르마크로도 알려졌으며, 고전 시대에는 암니아스강으로 불림)
- 사카리아강은 튀르키예에서 세 번째로 긴 강으로, 상가리우스강으로도 알려져 있다. 824 km
  - 세이디수유강
  - 포르수크강
  - 앙카라강
- 하르시트강 - 기레순주와 귀뮈샤네주에 위치
- 예실이르마크강 '녹색 강' (고전 시대의 이리스강). 418 km
  - 체케레크강 (고전 시대의 스킬락스강) - 지류
  - 켈키트강 (고전 시대의 리쿠스강 (여러 개 중 하나)) - 지류
- 야을르데레천
  - 클르칠라르강
  - 토훔루크강
  - 위치쾨프뤼는 실제 강이 아니라 클르칠라르강과 토훔루크강이 만나는 지점이다.
- 악수 데레시 - 기레순주에 위치
- 바틀라마강 - 기레순주에 위치
- 바르튼강 (고전 시대의 파르테니우스강)
- 초루흐강 (고전 시대의 아캄프시스강)
- 겔레바라 데레시
- 카라 데레 (고전 시대의 히수스강 또는 히소스강)
- 마차흘리스츠칼리강
- 테르메강 (고전 시대의 테르모돈강)
- 필리오스강 (고전 시대의 빌라이우스강)

## 마르마라해로 흐르는 강
- 비가 차이강, 고전 시대의 그라니쿠스강
- 무스타파케말파샤강, 고전 시대의 린다쿠스강
- 시마브 차이강 또는 수수르루크 차이강, 고전 시대의 마케스토스강

## 에게해로 흐르는 강

### 유럽
- 메리치 (마리차강 또는 에브로스강)는 튀르키예의 유럽 지역에 있으며, 불가리아에서 발원한다. 길이는 480 km이다.
  - 툰자 - 불가리아에 있는 350 km 길이의 지류
  - 에르게네강 - 튀르키예 내에 있는 지류

### 아나톨리아
- 아즈마크천
- 바크르차이강 (고전 시대의 카이쿠스강 또는 아스트라에우스강)
- 뷔위크 멘데레스강 (고전 시대의 메안데르강). 548 km
  - 뤼코스강 (프리기아)
    - 카드무스강
- 카위스테르강 또는 퀴취크 멘데레스강. 114 km
- 게디즈강 (고전 시대의 헤르무스강). 401 km
  - 팍톨루스강 (사르트 차이강으로도 알려짐)
- 카라멘데레스강 (고전 시대의 스카만드로스강)

## 지중해로 흐르는 강
- 악수 (고전 시대의 케스트로스강)
- 마나브가트강 (고전 시대의 멜라스강)
- 쾨프뤼차이강 (고전 시대의 에우리메돈강)
- 딤강
- 칼레드란천
- 드래곤천 (튀르키예)
- 시니천
- 굑수강 (고전 시대의 칼리카드누스강)
- 리몬루 차이강 (라마스강으로도 알려졌으며, 고전 시대의 라모스강)
- 알라타강
- 퇴뮈크천
- 카라자오을란강
- 테제천
- 메지틀리강 (고전 시대의 리파리스강)
- 에프렌크강 (뮈프튀강으로도 알려짐)
- 델리차이강
- 베르단강 (타르수스강으로도 불리며, 고전 시대의 키드누스강)
- 세이한강 (고전 시대의 사루스강)
  - 자만트강
- 제이한강 (고전 시대의 피라무스강 또는 레우코시루스강). 509 km
  - 하르만 차이강
  - 굑순 차이강 115 km
- 파야스강
- 델리 차이강
- 오론테스강 (고전 시대의 오론테스강)
  - 아프린강
    - 카라수

## 페르시아만으로 흐르는 강
- 유프라테스강
  - 하부르강
    - 야그야그강

  - 사주르강
  - 카라수
  - 무라트강
    - 코자수천 (흐느스)
- 티그리스강
  - 대자브강 (튀르키예어로는 뷔위크자프 수유)
  - 리틀 하부르강
  - 보탄강 (울루차이)
  - 바트만강
  - 헤질 수유강

## 카스피해로 흐르는 강
- 쿠라강
  - 아라스강
    - 아르파차이강 (아후리안강으로도 알려짐)은 아라스강의 지류이다. 이 강은 아르메니아에서 발원하여 아르메니아와 튀르키예 국경의 일부를 형성하며 아라스강과 합류한다.

## 고대 강
- 아에고스포타미강
- 아소포스강
- 칼레스강, 현재 알라플르 수강
- 힐루스강
- 리코스강 (비티니아)
- 리코스강 (킬리키아)
- 리코스강 (리디아)
- 멜레스강
- 피나루스강

## 갤러리

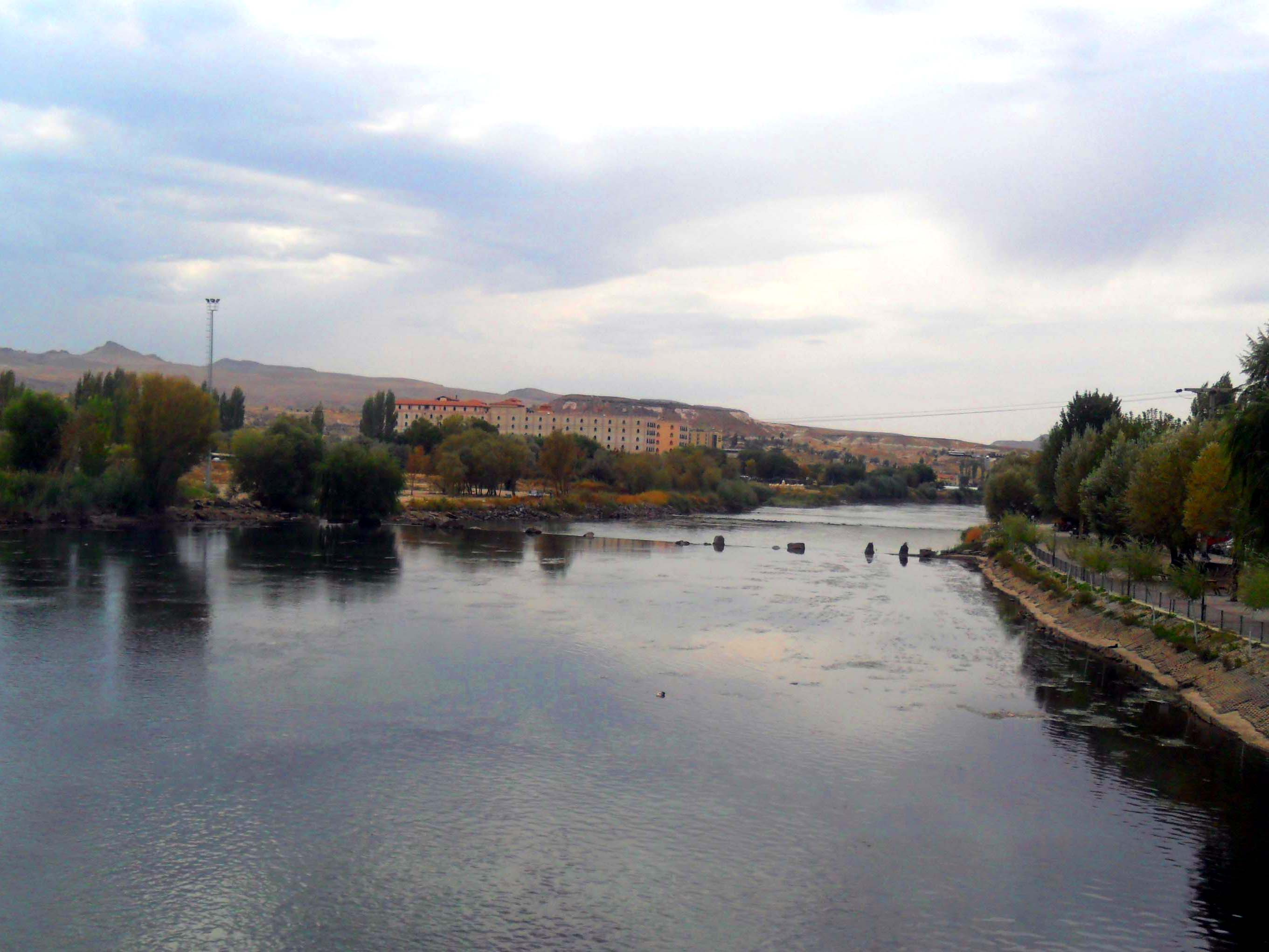
키질이르마크강 네브셰히르주
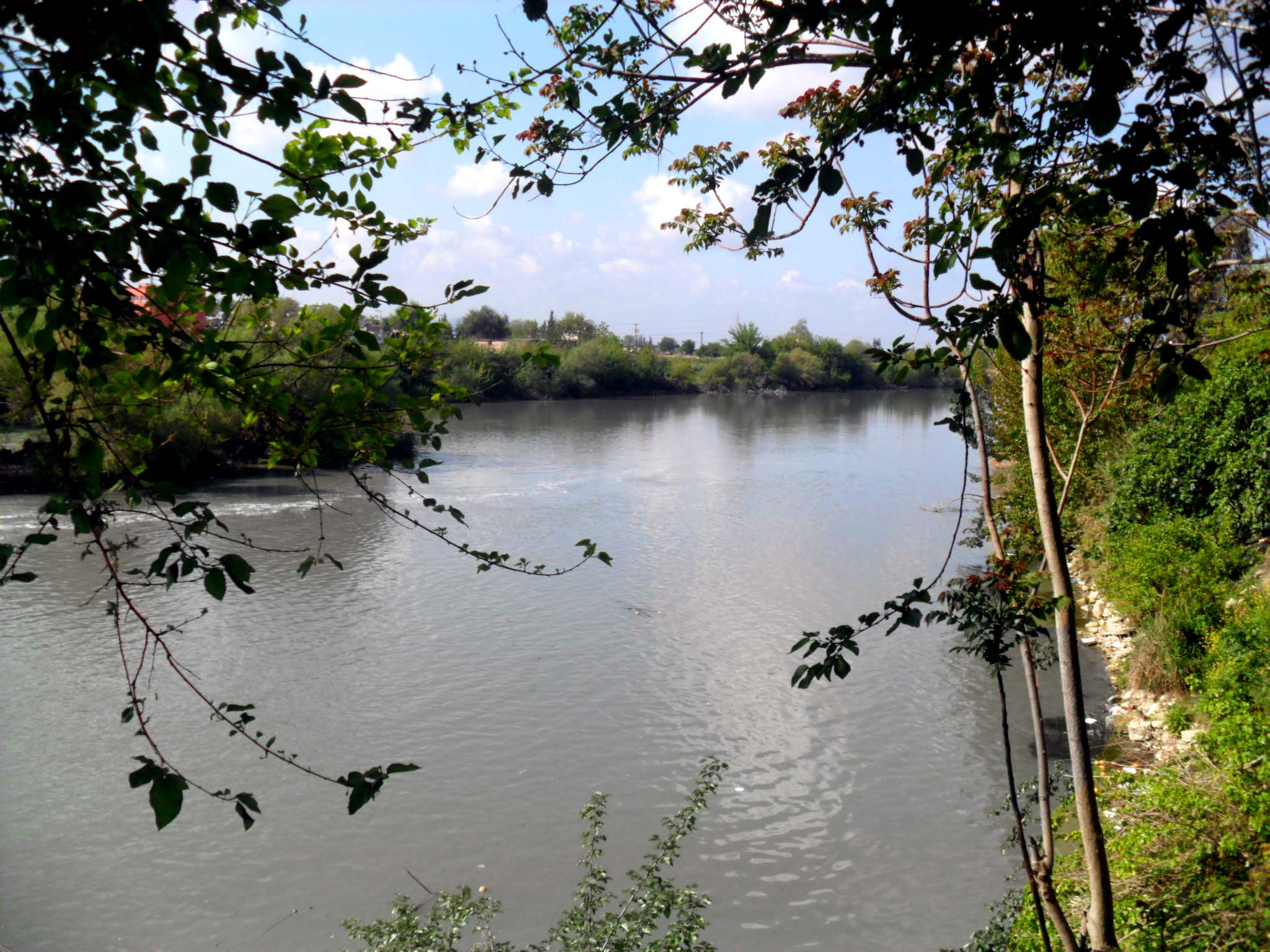
제이한강 아다나주
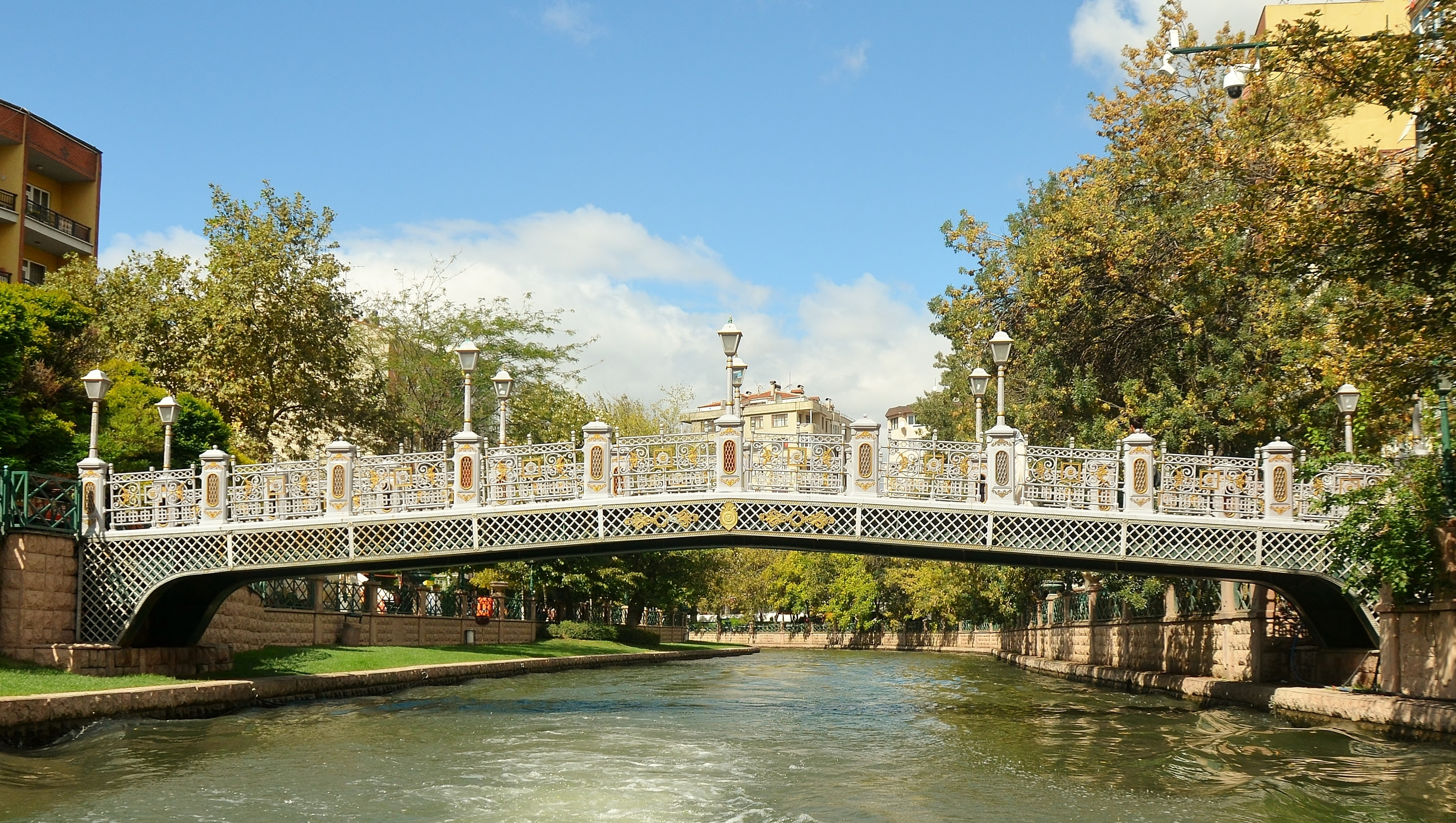
포르수크강 에스키셰히르주
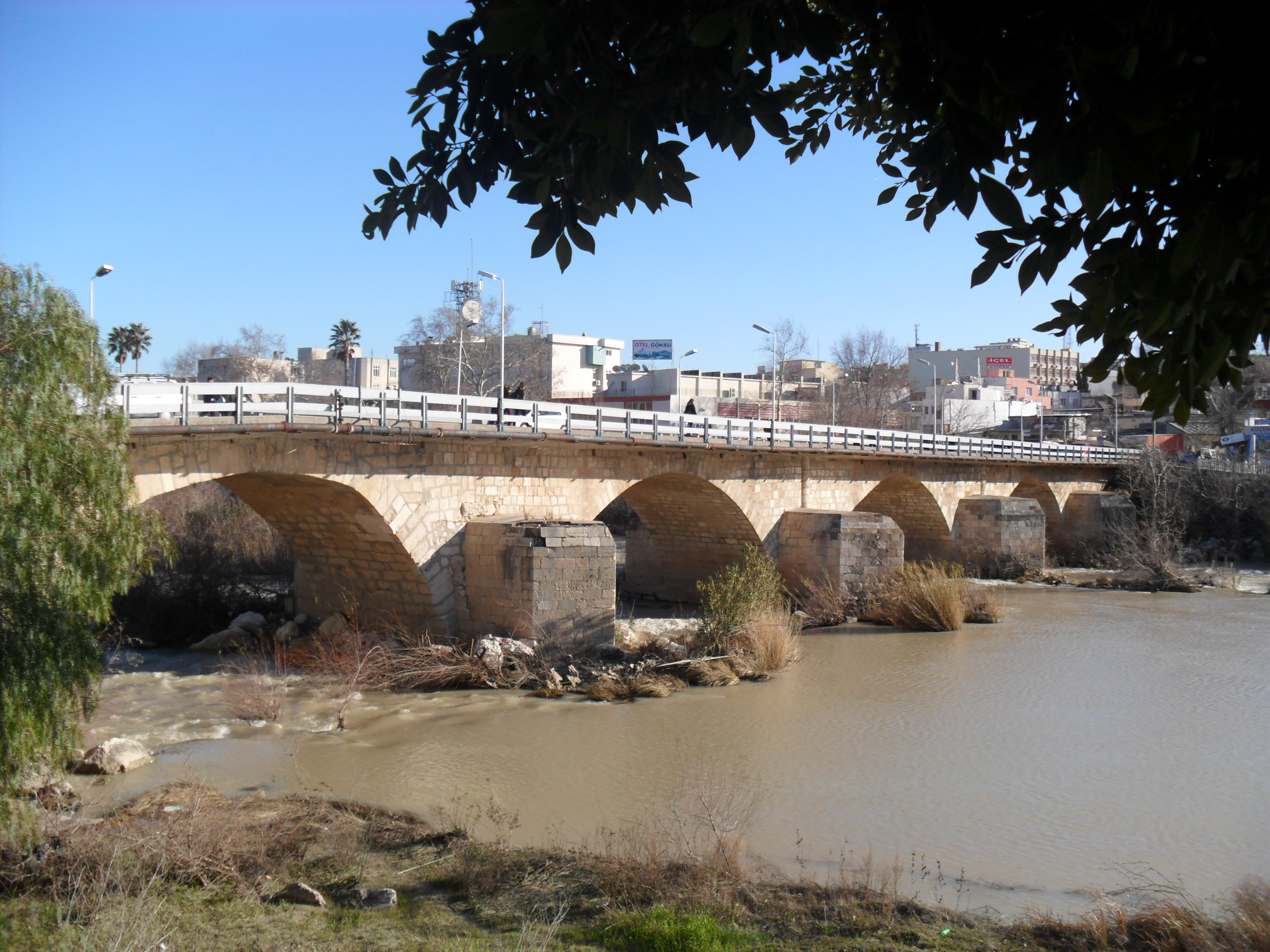
굑수강 메르신주
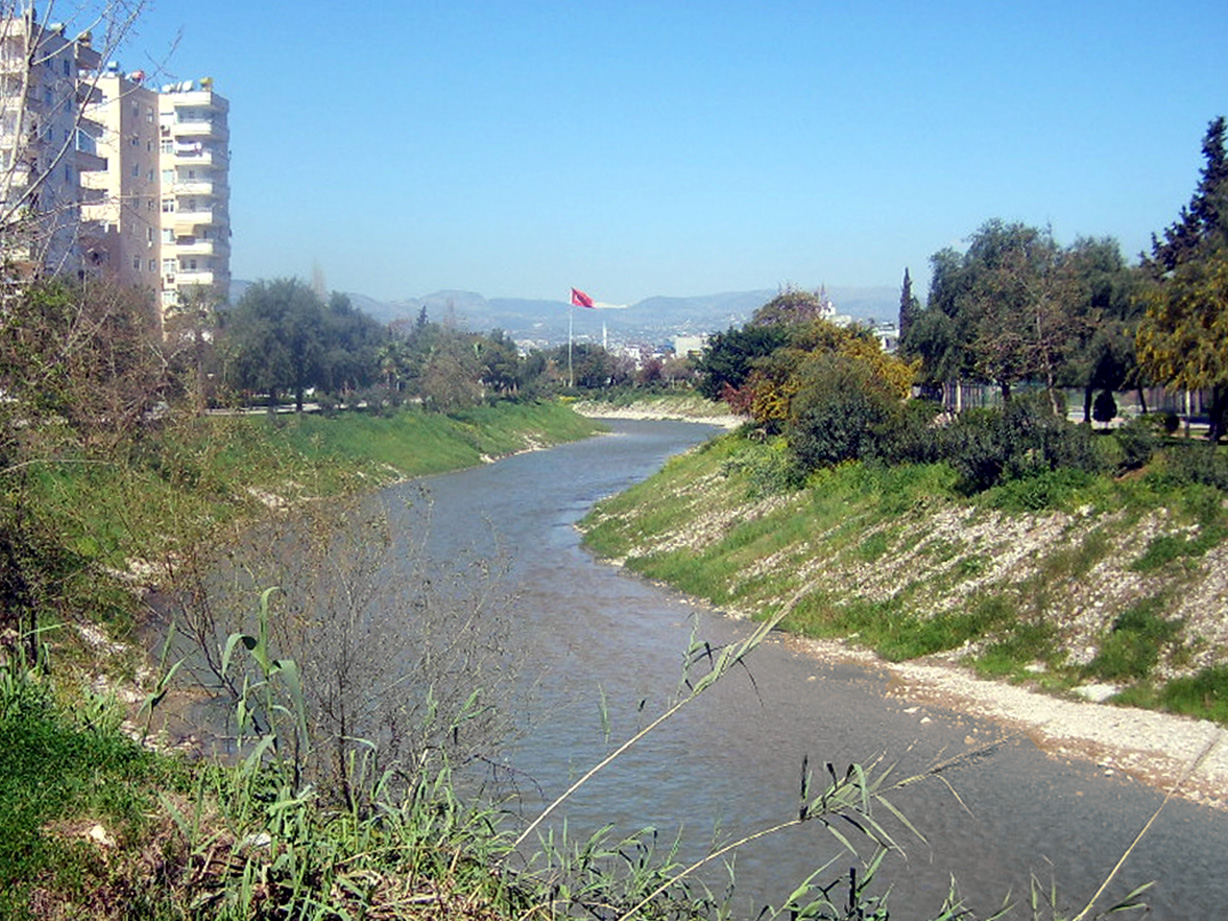
뮈프튀강 메르신주
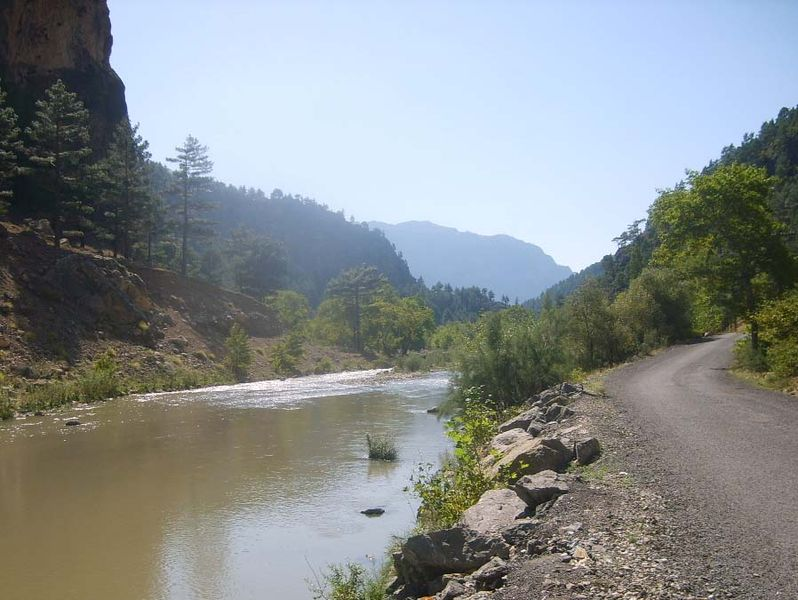
세이한강 아다나주
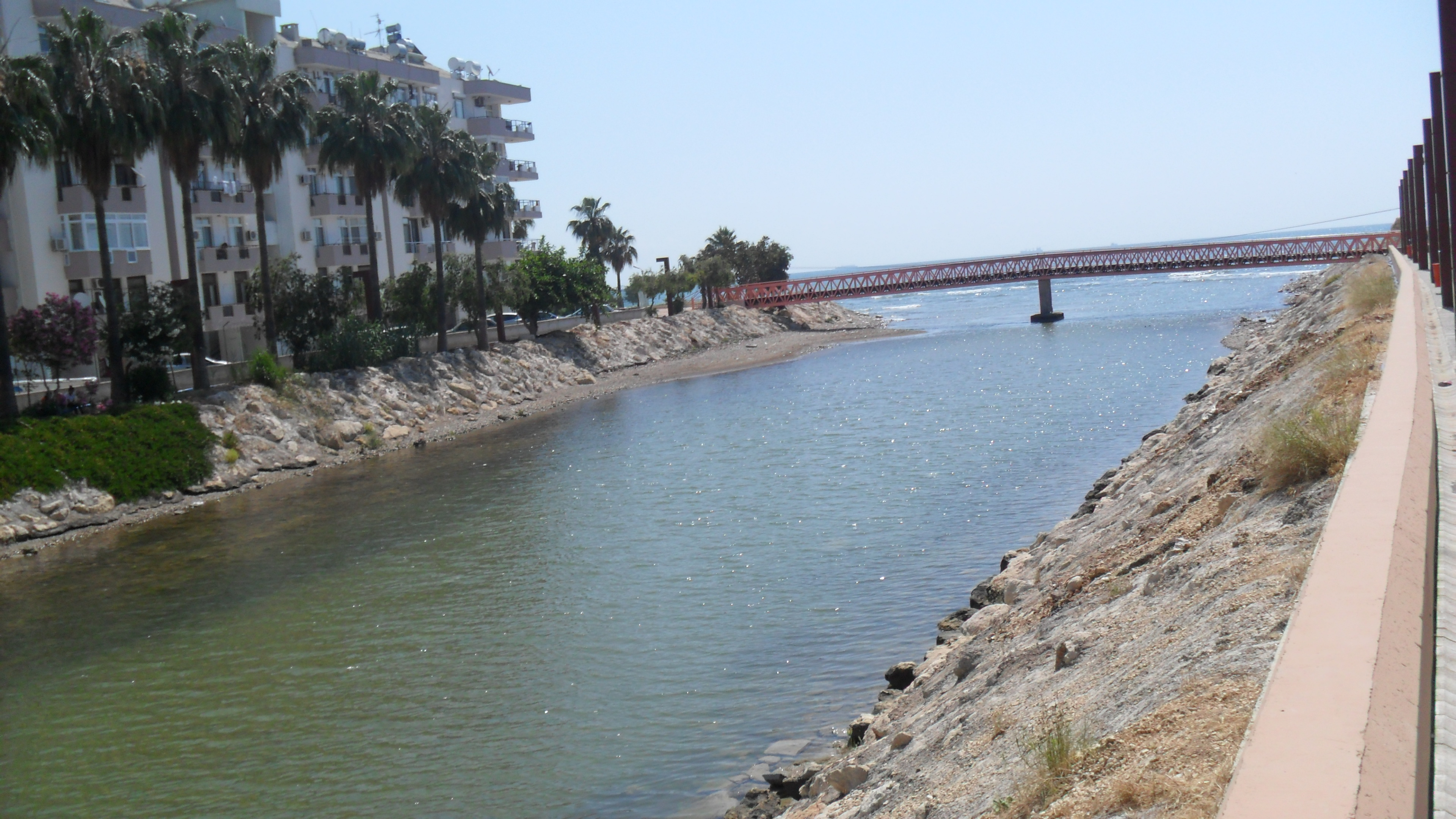
메지틀리강 메르신주
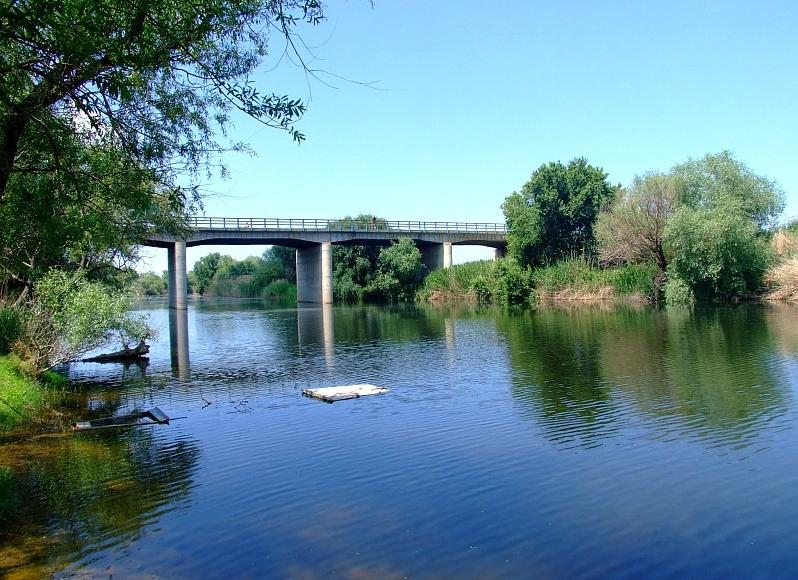
게디즈강 이즈미르주
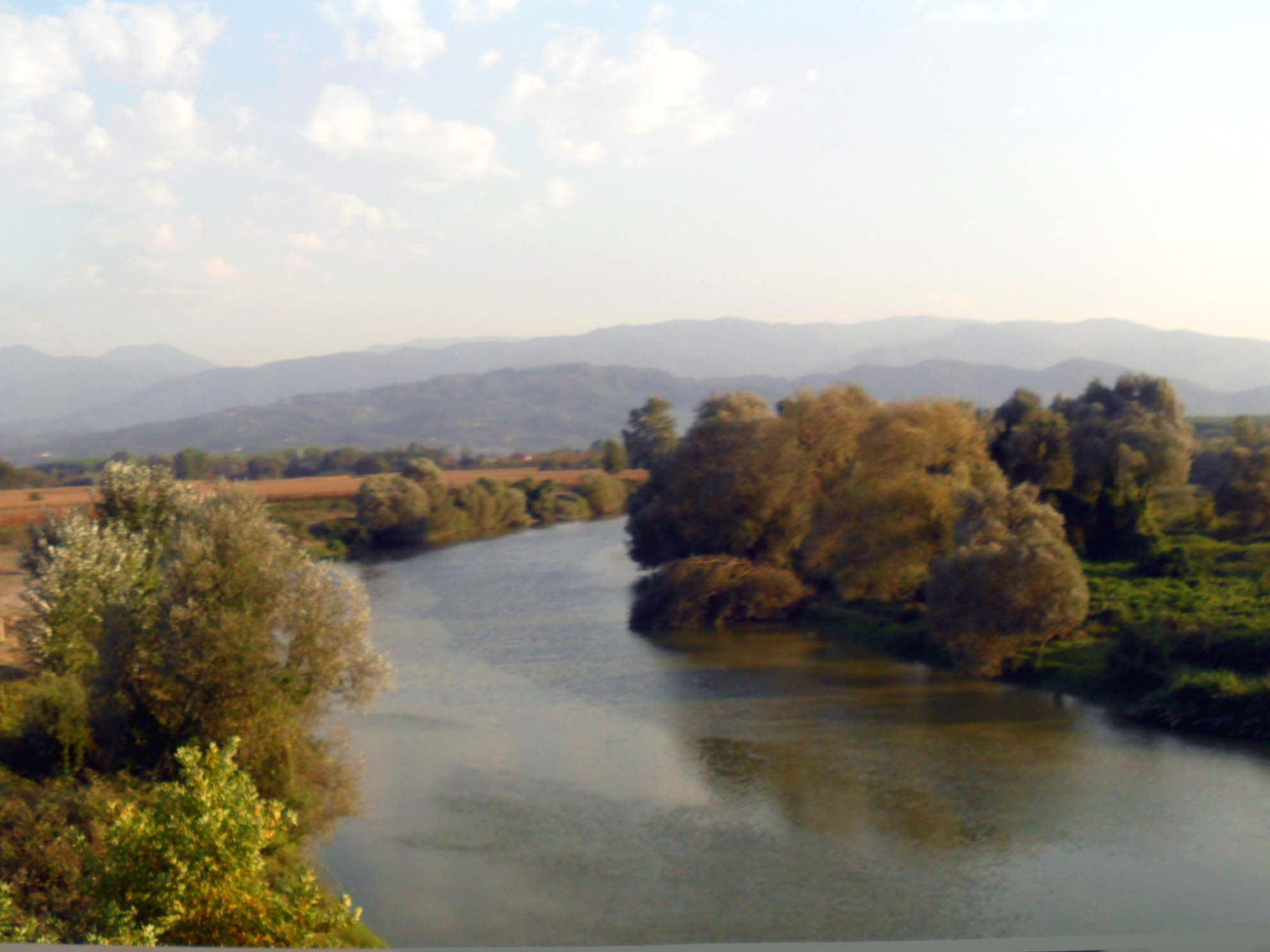
사카리아강 사카리아주

## 같이 보기
- 튀르키예의 지리
- 튀르키예의 지역
- 튀르키예의 호수
- 튀르키예의 댐 및 저수지